# Горно Крушево
Вижте пояснителната страница за други значения на Крушево.
Горно Крушево (на гръцки: Άνω Κερδύλιο, Ано Кердилио, Άνω Κερδύλια, Ано Кердилия, до 1927 година Άνω Κρούσοβον, Ано Крусовон) е бивше село в Егейска Македония, Гърция, на територията на дем Амфиполи, област Централна Македония.

## География
Селото е било разположено в източните склонове на Орсовата планина (Кердилия).

## История

### Античност
На върха Градишко в Орсовата планина са останките от античния град Кердилия.

### В Османската империя
В края на XIX век Горно Крушево (Ано Крусово) е малко село в Сярска каза на Османската империя. Гръцка статистика от 1866 година показва Крусова (Κρούσοβα) като село със 100 жители турци.
Александър Синве ("Les Grecs de l’Empire Ottoman. Etude Statistique et Ethnographique"), който се основава на гръцки данни, в 1878 година пише, че в Ано Крушово (Ano-Krouchiovo) живеят 336 гърци.
Според „Етнография на вилаетите Адрианопол, Монастир и Салоника“, издадена в Константинопол в 1878 година и отразяваща статистиката на населението от 1873, Ано Крушово (Ano Krouchovo) има 49 домакинства с 50 жители мюсюлмани и 95 гърци.
В 1889 година Стефан Веркович („Топографическо-этнографическій очеркъ Македоніи“) пише за Крушево:
| „ | Ано Крушово е смесено село; 1 църква, 1 училище; жителите са гърци и турци коняри; отстои на 9 часа от Сяр. | “ |

В 1891 година Георги Стрезов пише за селото:
| „ | Горно Крушево, село на същото място, 1/4 час по на СИ от Долно Крушево, път и състояние същото. На край от селото е църквата, сградена над развалини от древни сгради. 45 къщи гърци. | “ |

Към 1900 година според статистиката на Васил Кънчов („Македония. Етнография и статистика“), населението на Горно Крушево е 330 жители гърци.

### В Гърция
В 1913 година селото попада в Гърция след Междусъюзническата война в 1913 година. В 1927 година е прекръстено на Ано Кердилион.
В 1941 година германски окупационни части избиват мирното население на Горно и Долно Крушево и опожаряват двете села.
Църквите „Св. св. Теодор Тирон и Теодор Стратилат“ и „Света Богородица Памакариста“ са единствените оцелели сгради.